# 다무라 유조
다무라 유조(일본어: 田村 雄三, 1982년 12월 7일 ~ )는 일본의 전직 축구 선수이자 현 축구 지도자로 과거 쇼난 벨마레에서 미드필더로 활약했으며 현재 J2리그 이와키 FC의 사령탑을 맡고 있다.

## 구단 경력
2005년 J2리그의 쇼난 벨마레에 입단하였다. 2009년 J2리그 3위를 기록하여 J1리그로 승격하였다. 쇼난 벨마레에서 187경기에 나서 4득점을 넣었다. 2010년후 현역 은퇴.

## 지도자 경력
2017년부터 2021년까지 이와키 FC에서 감독을 맡았다. 2023년 이와키 FC의 감독으로 취임하였다.